# Wout Poels
Wouter „Wout” Poels (ur. 1 października 1987 w Venray) – holenderski kolarz szosowy. Olimpijczyk (2016).

## Osiągnięcia
Opracowano na podstawie:

2007
- 1. miejsce w klasyfikacji górskiej Vuelta a Extremadura

2008
- 3. miejsce w Rund um Düren
- 3. miejsce w Volta a Lleida
- 1. miejsce w Vuelta Ciclista a León

2010
- 2. miejsce w Tour de l’Ain
  - 1. miejsce na 4. etapie
- 1. miejsce na 4. etapie Tour of Britain

2011
- 3. miejsce w Tour Méditerranéen
- 3. miejsce w Vuelta a Murcia
- 2. miejsce w Tour de l’Ain
  - 1. miejsce na 3. etapie

2012
- 3. miejsce w Vuelta a Murcia
- 1. miejsce w klasyfikacji młodzieżowej Tirreno-Adriático
- 2. miejsce w Tour de Luxembourg
  - 1. miejsce w klasyfikacji młodzieżowej
  - 1. miejsce na 3. etapie

2013
- 1. miejsce na 4. etapie Tour de l’Ain

2014
- 1. miejsce na 1. etapie Tirreno-Adriático (jazda drużynowa na czas)
- 1. miejsce na 4. etapie Vuelta al País Vasco

2015
- 1. miejsce na 4. etapie Tirreno-Adriático
- 2. miejsce w Tour of Britain
  - 1. miejsce na 5. etapie
- 3. miejsce w Abu Dhabi Tour

2016
- 1. miejsce w Volta a la Comunitat Valenciana
  - 1. miejsce na 1. i 4. etapie
- 1. miejsce na 5. etapie Volta Ciclista a Catalunya
- 1. miejsce w Liège-Bastogne-Liège
- 1. miejsce na 6. etapie Tour of Britain

2017
- 3. miejsce w Tour de Pologne
  - 1. miejsce na 7. etapie
- 6. miejsce w Vuelta a España

2018
- 2. miejsce w Vuelta a Andalucía
  - 1. miejsce w klasyfikacji punktowej
  - 1. miejsce na 2. etapie
- 1. miejsce na 4. etapie Paryż-Nicea
- 2. miejsce w Tour of Britain
  - 1. miejsce na 6. etapie

2019
- 3. miejsce w Tour Down Under
- 3. miejsce w Volta ao Algarve
- 1. miejsce na 7. etapie Critérium du Dauphiné

2020
- 6. miejsce w Vuelta a España

2022
- 1. miejsce w Vuelta a Andalucía
  - 1. miejsce na 4. etapie

2023
- 1. miejsce na 15. etapie Tour de France

## Rankingi
| Rok             | 2008 | 2009 | 2010 | 2011 | 2012 | 2013 | 2014 | 2015 | 2016 | 2017 | 2018 | 2019 | 2020 | 2021 | 2022 | 2023 | 2024 |
| --------------- | ---- | ---- | ---- | ---- | ---- | ---- | ---- | ---- | ---- | ---- | ---- | ---- | ---- | ---- | ---- | ---- | ---- |
| UCI World Tour  |      |      |      | 51.  | 114. | 140. | 138. | 84.  | 28.  | 46.  | 148. |      |      |      |      |      |      |
| World Ranking   |      |      |      |      |      |      |      |      | 44.  | 55.  | 117. | 48.  | 91.  | 204. | 249. | 79.  | 201. |
| UCI Europe Tour | 199. | -    | 128. |      |      |      |      |      | 139. | 149. | 89.  | 37.  | 76.  | 175. | 202. | 65.  | -    |
|                 |      |      |      |      |      |      |      |      |      |      |      |      |      |      |      |      |      |
| Źródło: UCI     |      |      |      |      |      |      |      |      |      |      |      |      |      |      |      |      |      |